# Zsigmond Perényi (Politiker, 1783)

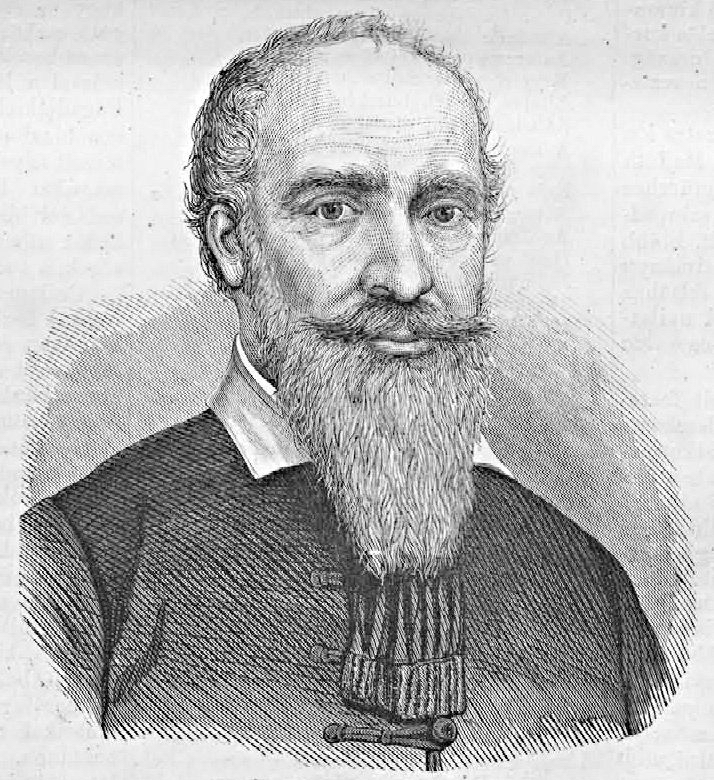
Zsigmond Perényi

Zsigmond Baron Perényi von Perény (* 1783 in Ardó, Komitat Bereg; † 24. Oktober 1849 in Pest) war ein ungarischer Politiker, Revolutionär und Präsident des Magnatenhauses.

## Leben
Mit 22 Jahren wurde Perényi 1805 Obernotar des Komitats Bereg und war zwei Jahre später Delegierter des Komitats auf dem Landtag. 1830 wurde er Rat bei der Ungarischen Statthalterei, 1833 Obergespan des Komitats Ugocsa und 1835 zum Mitglied im Präsidium der Ungarischen Akademie der Wissenschaften gewählt. 1848 wurde er Vizepräsident des Magnatenhauses und später dessen Präsident. Im Oktober desselben Jahres wurde er Mitglied im Landesverteidigungsausschuss, der Exekutive Ungarns während der Revolution 1848/49. Nach Niederschlagung der Revolution wurde er zum Tode durch den Strang verurteilt. Perényi wurde im Oktober 1849 am Neugebäude in Pest hingerichtet.